# Рей Браянт
Рей Бра́янт (англ. Ray Bryant), повне ім'я Рафае́ль Гоме́р Бра́янт (англ. Raphael Homer Bryant; 24 грудня 1931, Філадельфія, Пенсільванія — 2 червня 2011, Нью-Йорк) — американський джазовий піаніст і композитор. Брат басиста Томмі Браянта.

## Біографія
Народився 24 грудня 1931 року у Філадельфії, штат Пенсільванія. Виріс у музичній родині: його матір керувала хором, сестра працювала вчителем музики у Філадельфії, брат контрабасист Томмі Браянт, дядько Кевіна і Робіна Юбенкса (його сестра їхня матір). У віці 6 років почав грати на фортепіано, також грав на контрабасі у шкільні роки. У 12 років почав професійно виступати; у 14 років приєднався до музичного об'єднання. Грав разом з братом Томмі та місцевими гуртами. Вчився та грав з Елмером Сноуденом. Вчився стилю бібоп, слухаючи Реда Гарленда, який переїхав до Філадельфії у середині 1940-х років.
Гастролював з Тайні Граймсом (1948—49), потім деякий час виступав самостійно у Філадельфії та Сиракузах (1949—50). Грав у клубі Білла Кречмера у Філадельфії, де акомпанував Кречмеру, Джеку Тігардену, Джонні Сміту (1951—53). Працював штатним піаністом в клубі Blue Note Records у Філадельфії, де акомпанував Чарлі Паркеру, Майлзу Девісу, Лестеру Янгу, Дж. Дж. Джонсону-Каю Віндінгу, Сонні Стітту та ін (1953—56). Акомпанував Кармен Макре (1956—57) зі Спексом Райтом та Айком Айзексом. Також записав свій дебютний альбом Piano Piano Piano Piano... як соліст у складі тріо на лейблі Prestige (1957).
Грав з Коулменом Гокінсом на джазовому фестивалі в Нью-Порті, записувався з Діззі Гіллеспі (1957). Переїхав у Нью-Йорк, де грав з тріо Джо Джонса (1958), з Томмі Браянтом (1958); Сонні Роллінсом, Чарлі Шейверсом, Кертісом Фуллером та з власним тріо (1959). У 1960 році написав композицію «Little Susie», яка стала хітом; іншу його композицію під назвою «Changes» перезаписав Майлз Девіс, а «Cubano Chant» записав Арт Блейкі та ін.
Починаючи з 1960-х років працював в основному в складі тріо або сольно, записувався зі секстетом Елмера Сноудена (1961), Зутом Сімсом, Бенні Картером, та ін. на лейблі Pablo у 1970-х. З 1973 року часто гастролював в Європі, виступав сольно на джазовому фестивалі в Монтре (1972, 1977, 1983, 1994).
Помер 2 червня 2011 року в Нью-Йорку у віці 79 років від хвороби легень.

## Дискографія
- Meet Betty Carter and Ray Bryant (Columbia, 1955)
- Piano Piano Piano Piano... (Prestige, 1957)
- Roamin' with Richardson (New Jazz, 1957)
- Alone with the Blues (New Jazz, 1958)
- Me and the Blues (Prestige, 1958)
- Little Susie (Columbia, 1959)
- Madison Time (Columbia, 1960)
- Con Alma (Columbia, 1961)
- Dancing the Big Twist (Columbia, 1961)
- Hollywood Jazz Beat (Columbia, 1962)
- MCMLXX (Atlantic, 1970)
- Alone at Montreux (Atlantic, 1972)